# Nicole Lamon
Nicole Lamon (* 1971) ist eine Schweizer Journalistin. Seit August 2025 ist sie Vizekanzlerin und Bundesratssprecherin.

## Leben
Lamon wuchs in Sion auf. Ihr Studium an der Universität Lausanne schloss sie 1997 mit dem Lizenziat ab. Nach einer anschliessenden Ausbildung als Journalistin arbeitete sie ab 2001 bei Radio Suisse Romande. Im Anschluss leitete sie seit 2009 das Ressort Politik bei Radio Télévision Suisse, bis sie 2012 Kommunikationschefin des Eidgenössischen Departements des Innern (EDI) wurde. Sie verliess das EDI 2019 und kehrte 2020 in den Journalismus zurück, zuerst als stellvertretende Chefredaktorin bei Le Matin Dimanche, ab 2023 dann als Inlandchefin von Le Temps. Im Mai 2025 wurde sie als Nachfolgerin von Andrea Arcidiacono zur Bundesratssprecherin und Vizekanzlerin gewählt. Sie übernahm das Amt im August 2025 von Ursula Eggenberger, die es interimsweise ausgeübt hatte.
Lamon lebt in Bern und ist französische Muttersprachlerin. Sie ist heimatberechtigt in Lens VS.